# 전계현
전계현(全桂賢, 1936년 9월 28일 ~ 2019년 12월 20일)은 대한민국의 여성 영화배우이다. 충청남도 공주 출생이며 배우자는 천문학자 조경철이다.

## 생애
1956년 연극배우 첫 데뷔하였고 이듬해 1957년 DBC 대한방송 라디오 드라마에서 특채 성우 데뷔하였으며 2년 후 1959년 영화 《가는 봄 오는 봄》으로 영화배우 데뷔하였다. 영화배우로 왕성하게 활동하다가 데뷔 15년 후인 1972년 은퇴하였다.

## 출연작

### 영화
- 1958년 어디로 갈까
- 1959년 가는 봄 오는 봄
- 1963년 단종애사
- 1967년 귀로
- 1968년 미워도 다시 한번
- 1968년 파문

## 수상
- 1970년 제13회 부일영화상 여우주연상 《잊혀진 여인》